# Oliarus exoptata
Oliarus exoptata är en insektsart som beskrevs av Van Duzee 1917. Oliarus exoptata ingår i släktet Oliarus och familjen kilstritar. Inga underarter finns listade i Catalogue of Life.